# Cheiracanthium haroniensis
Cheiracanthium haroniensis is een spinnensoort uit de familie Cheiracanthiidae.
De wetenschappelijke naam van de soort werd in 2007 gepubliceerd door Lotz.